# Aproteles bulmerae
Aproteles bulmerae — вид рукокрилих, родини криланових.

## Поширення та екологія
Ендемічний вид острова Нова Гвінея, поширений виключно на території Папуа-Нової Гвінеї. Вперше вид було описано по 12 000-річними викопними рештках, через що його вважали вимерлим. У 1975 році були виявлені живі особини. Поширений у межах на висотного діапазону 1400 до 2400 м над рівнем моря. Влаштовує гнізда в печерах в середньогірських змішаних тропічних лісах, мабуть пов'язаний з вапняковими областями. Цей вид кажанів харчується здебільшого плодами рослин.

## Морфологія
Середня довжина голови й тіла: 242 мм, довжина хвоста: 32 мм, довжина передпліччя: 166 мм, вага: 600 грамів. Голова темно-коричнева, верхня частина мантії блідіша, дистальної частина мантії білувата, озадок і черево коричневі. Зовні А. bulmerae відрізняється від Dobsonia magna більшими розмірами, більш масивною головою і тоншою шерстю. У обох видів крила зустрічаються в середній лінії спини, надаючи спині голий вигляд. Пологи відбуваються сезонно в квітні.

## Основні загрози
Цей вид був підданий інтенсивному полюванню заради м'яса. Цей вид також, здається, дуже чутливий до порушення його печер для сідал. Вертикальний діапазон цього виду збігається з районами з високою щільністю населення людей. Альпійські луки є дуже вразливими до впливу пожеж. Населення має обмежений діапазон.